# Wapening

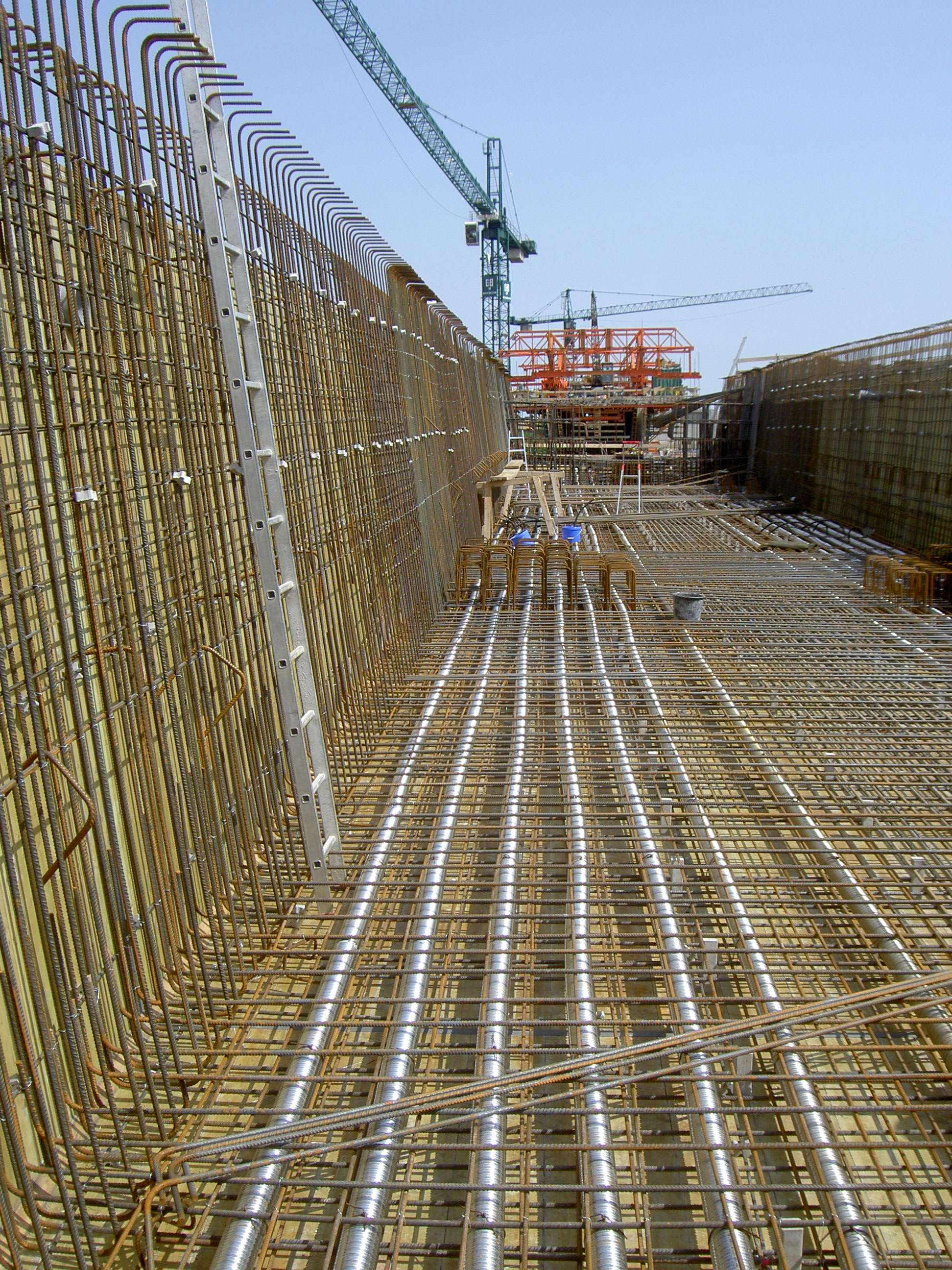
Wapening voor beton ten behoeve van een brug

Wapening is een technische versterking die wordt aangebracht in een bouwwerk of in bouwmateriaal zoals beton. Zodoende wordt gesproken over gewapend beton, gewapend metselwerk of een gewapend talud. De bouwkundige redenen om wapening aan te brengen kunnen verschillen. Zo kan wapening in beton nodig zijn omdat dit materiaal slecht trekkrachten op kan nemen, wapening in metselwerk om de kracht van een er boven liggende opening op te vangen en wapening van een talud als een steilere hellingshoek nodig is dan met natuurlijk materiaal kan worden gerealiseerd.
Bij beton wordt in een groot deel van de gevallen stalen staven, kabels of netten als wapening toegepast, het betonijzer. De wapening wordt door betonstaalvlechters op een minimale afstand tot de buitenkant van het beton (de dekking) aangebracht om aantasting te voorkomen. De dekking is voorgeschreven in normen en is afhankelijk van de toepassing van de constructie. Het is ook mogelijk om voor andere materialen of verschijningen dan staal te kiezen. Wordt betonijzer niet op de juiste manier aangebracht, of wordt het beton nadien beschadigd, kan de wapening door corrosie (roest) verzwakken, dit heet in de volksmond "betonrot".

## Materialen
Als wapening kunnen de volgende materialen dienen:
- bamboe, cellulose en sisal (goedkoop maar weinig sterkte en duurzaamheid);
- (gegalvaniseerd) staal
- glasvezel;
- kippengaas;
- koolstofvezel;
- kunststof;
- aramide (uiterst sterk, geen corrosie);
- asbestvezels (uiterst sterk, maar kankerverwekkend);
- gefibrileerd polypropyleen;
- polyacrylnitril;
- polyvinylalcohol;
- staal ook wel 'betonijzer' of 'wapeningsstaal' genoemd;
- basalt;
- textiel.

Glasvezel en koolstofvezels zullen niet gaan roesten, en zijn dus bij uitstek geschikt om onder extreme omstandigheden te worden toegepast. Bovendien geleiden deze materialen geen elektriciteit, waarmee ze geschikt zijn voor bijzondere toepassingen.

## Verschijningen
- staven
- netten
- kabels
- vezels

## Kwaliteiten (wapeningsstaven)
- FeB 220 HWL[1], warmgewalst en lucht- of watergekoeld, gladde staven, wordt niet meer constructief toegepast, wel voor b.v. aarding (de gladde staaf is dan goed herkenbaar tijdens het werk).
- FeB 400, HWL of HK, warmgewalst en koud nagerekt, wordt niet meer toegepast.
- B500A (voorheen FeB 500 HKN), warmgewalst en koud vervormd.
- B500B (voorheen FeB 500 HWL), warmgewalst en watergekoeld, wordt het meest toegepast.
- B500C, warmgewalst.

De vloeispanning van bijvoorbeeld B500B is 435 N/mm² De vloeispanning wordt berekend door de representatieve waarde van de vloeispanning te delen door een materiaalfactor. Volgens de Eurocode 2 (NEN EN 1992-1-1) wordt dit als volgt berekend: fy = fyk / γm = 500/1,15 = 435 N/mm²
Bij het toepassen van vezels worden korte vezels met een lengte tussen de 10 en 15 mm door de betonmortel (het vloeibare beton) gemengd. Deze vezels zorgen dan voor een sterkte in alle richtingen van het beton.